# Meridian (Star Trek: Deep Space Nine)
"Meridian" és el vuitè episodi de la tercera temporada de la sèrie de televisió de ciència-ficció estatunidenca Star Trek: Deep Space Nine, el 54è de tota la sèrie. Originalment es van emetre en redifusió a partir del 14 de novembre de 1994. Fou dirigit per Jonathan Frakes en base a un guió de Hilary Bader. És l'últim episodi que s'emet abans de l'estrena de Star Trek: Generations.
Ambientada al segle XXIV, la sèrie segueix les aventures a Espai Profund 9, una estació espacial situada prop d'un forat de cuc estable entre els Quadrants Alfa i Gamma de la Via Làctia, prop del planeta Bajor, mentre els bajorans es recuperen d'una brutal ocupació de dècades pels imperialistes cardassians. En aquest episodi, Dax s'enamora d'un home el món del qual està en un estat de canvi; Quark intenta crear un programa de plaer hologràfic "protagonitzat" pel Major Kira.

## Argument
Mentre són a bord del Defiant al Quadrant Gamma, la tripulació del DS9 se sorprèn en veure un planeta materialitzar-se sobtadament just davant seu. Els habitants del planeta conviden la tripulació a visitar-lo.
El planeta s'anomena Meridian, i passa la major part del temps en una altra fase d'existència, on la seva gent només existeix com a consciència, sense cap ésser físic. El planeta és en aquesta dimensió durant molt poc temps. En dotze dies desapareixerà durant seixanta anys. Cada vegada que torni, el planeta tindrà menys temps en aquest univers i, finalment, deixarà d'aparèixer.
La tripulació s'ofereix a ajudar a estabilitzar el planeta perquè no desaparegui per sempre. Jadzia Dax es distreu de la seva anàlisi del problema per un dels Meridian, un home anomenat Deral (interpretat per Brett Cullen). Han començat a enamorar-se. Ell li diu que deixarà el planeta i vindrà amb ella en lloc de tornar a l'altra fase. La seva gent no està contenta de sentir això, perquè tenen una població molt petita i no poden perdre cap membre. Per ajudar-los, Dax decideix quedar-se a Meridian. Treballa ràpidament per trobar una manera d'alterar la seva estructura molecular perquè pugui passar a l'altra dimensió juntament amb el planeta i la seva gent. També és capaç d'ajudar la tripulació a estabilitzar el planeta prou perquè, tot i que encara canviarà de fase, la propera vegada romandrà en aquest univers durant 30 anys.
El temps s'acaba i la Dax s'acomiada entre llàgrimes dels seus companys de tripulació a bord del "Defiant". Torna amb en Deral i espera amb ell el canvi de fase. Quan el planeta comença a brillar fora de l'univers, és sacsejada per una força. El seu cos no es desfasa amb el d'en Deral. Està atrapada entre dimensions i, pitjor encara, manté tot el planeta allà amb ella.
La tripulació la teletransporta de tornada a la nau, salvant-li la vida. La Meridian es llisca sana i estalvia a la seva altra dimensió. Dax torna a la seva llitera per estar sola i plorar els 60 anys que ha d'esperar abans de tornar a veure en Deral.
Mentrestant, un visitant del DS9 anomenat Tiron contracta en Quark per crear-li un programa d'holosuite personalitzat amb una Kira hologràfica. Quark intenta diverses vegades obtenir prou dades sobre la Kira per fer l'holograma i, finalment, accedeix a fitxers segurs per aconseguir-ho. L'Odo i la Kira descobreixen la bretxa de seguretat i s'ho passen bé a costa de Quark. Substitueixen el cap hologràfic de Kira pel de Quark, cosa que enfurisma Tiron i priva Quark del pagament promès.

## Actors convidats
- Brett Cullen - Deral
- Christine Healy - Seltin
- Jeffrey Combs - Tiron

## Producció
Aquest episodi presenta Jeffrey Combs com a Tiron, en la primera de moltes aparicions a Star Trek.
L'episodi està basat en Brigadoon, un musical del 1947 sobre un poble escocès que només apareix cada 100 anys. El productor Ira Steven Behr era un gran fan d'aquest musical i volia crear una versió de Star Trek.

## Recepció
Keith DeCandido va qualificar "Meridian" a "tor.com" el 2013 com un episodi extremadament deficient de "Star Trek: Deep Space Nine". Li va recordar un dels pitjors episodis de "Star Trek: La nova generació" i va criticar el fet que es faci un viatge al Quadrant Gamma sense abordar l'amenaça que representa el Domini. L'episodi podria haver estat ambientat a prop de Bajor. DeCandido va trobar la història d'amor entre Dax i Deral poc convincent, ja que no hi havia cap química entre Brett Cullen i Terry Farrell. Va trobar la subtrama només una mica millor. Va trobar que Tiron estava actuant fluix, i la broma que Odo i Kira fan a Quark al final, per a DeCandido, és més adequada per a una sitcom.
El 2016, "Meridian" va ser considerat un episodi de Star Trek que no tenia un dolent tradicional. En aquesta trama d'home contra natura, la tripulació intenta salvar un grup d'extraterrestres d'un fenomen natural.
El 2018, SyFy va assenyalar que aquest episodi va ser recordat per presentar un romanç únic per a Jadzia Dax, assenyalant que, tot i que desenvolupa sentiments per l'alienígena, la seva fisiologia i els esdeveniments mundials els mantenen separats.
EL 2019, ScreenRant va classificar aquest episodi com un dels deu pitjors episodis de Star Trek: Deep Space Nine. Assenyalen que en aquell moment tenia una qualificació de 5,7/10 basada en les classificacions dels usuaris al lloc web IMDB.

## Llançament
L'episodi es va estrenar el 3 de juny de 2003 a Amèrica del Nord com a part del conjunt de DVD de la temporada 3.  "Meridian" es va estrenar el 2017 en DVD amb la sèrie completa en caixa recopilatòria de DVD, que tenia 176 episodis en 48 discs.